# Заветненское сельское поселение (Ленинский район)
Заветненское сельское поселение (укр. Завітненське сільське поселення, крымскотат. Яныш Такъыл кой юрту, Yanış Taqıl köy yurtu) — муниципальное образование в Ленинском районе Республики Крым России, на Керченском полуострове. На севере его территория ограничена озером Тобечик, на востоке выходит к побережью Керченского пролива, на юге — Чёрного моря. 
Административный центр — село Заветное.

## Население
| 2001  | 2014  | 2015  | 2016  | 2017  | 2018  | 2019  |
| ----- | ----- | ----- | ----- | ----- | ----- | ----- |
| 1853  | ↘1464 | ↘1463 | ↘1442 | ↘1423 | ↘1401 | ↘1375 |
| 2020  | 2021  |       |       |       |       |       |
| ↘1357 | ↗1383 |       |       |       |       |       |

## Состав сельского поселения
| № | Населённый пункт | Тип населённого пункта       | Население |
| - | ---------------- | ---------------------------- | --------- |
| 1 | Заветное         | село, административный центр | ↘1175     |
| 2 | Костырино        | село                         | ↘45       |
| 3 | Набережное       | село                         | ↘137      |
| 4 | Яковенково       | село                         | ↘107      |

## История
В советское время (до 1926 года) был образован Заветненский сельский совет.
Статус и границы Заветненского сельского поселения установлены Законом Республики Крым от 5 июня 2014 года № 15-ЗРК «Об установлении границ муниципальных образований и статусе муниципальных образований в Республике Крым».